# Электроприбор (завод, Владимир)
ОАО «Владимирский завод „Электроприбор“» — промышленное предприятие во Владимире, занимающееся разработкой и производством средств и систем радиосвязи. Является одним из крупнейших заводов города.  

## История
Завод образован в 1955 году. В советские времена обладал развитой инфраструктурой: больница, столовая, санаторий. Эти объекты продолжают своё существование и по сей день.
В ноябре 2024 года Росимуществом был объявлен аукцион по продаже принадлежащих государству акций завода (32,44 %). Однако накануне окончания приёма заявок на участие в аукционе торги были отменены.

## Собственники и руководство
Собственники предприятия по состоянию на июль 2024 года:
- Росимущество — 32,44 %
- АО НПП «Инфоком Сервис» — 49,95 %
- Частные лица — 17,61 %

Генеральный директор — Терёшин Сергей Анатольевич.

## Продукция
Основная продукция — средства связи. В основном специализируется на выпуске радиостанций (Луч-10 и др.), антенно-мачтовых устройств, башен и антенных опор, светофоров, счетчиков электроэнергии.
Часть продукции выпускается на дочерних предприятиях, находящихся на территории завода.